# Ayabaca (província)
Ayabaca é uma província do Peru localizada na região de Piura. Sua capital é a cidade de Ayabaca.

## Distritos da província
- Ayabaca
- Frías
- Jilili
- Lagunas
- Montero
- Pacaipampa
- Paimas
- Sapillica
- Sicchez
- Suyo